# Trung tâm Hàng không và Vũ trụ Đức

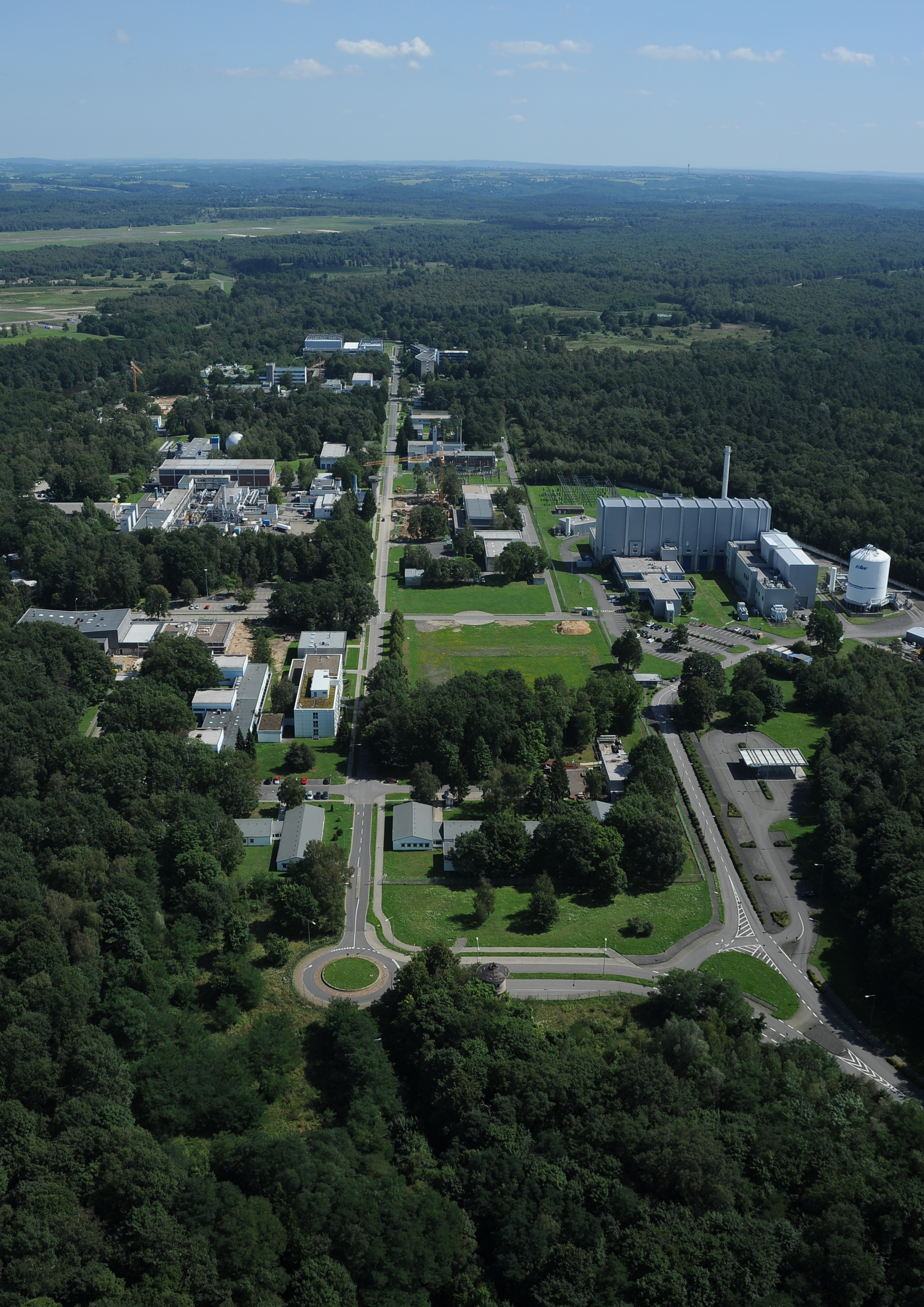
DLR HQ, Köln, 2010

Trung tâm Hàng không và Vũ trụ Đức (tiếng Đức: Deutsches Zentrum für Luft- und Raumfahrt e.V.), viết tắt DLR, là trung tâm quốc gia nghiên cứu và phụ trách các lĩnh vực hàng không vũ trụ, năng lượng và giao thông của Cộng hòa Liên bang Đức. Trụ sở của trung tâm đặt tại Cologne với nhiều viện nghiên cứu trực thuộc trên khắp nước Đức. DLR thực hiện nhiều dự án nghiên cứu và phát triển đa dạng của quốc gia và hợp tác với các đối tác quốc tế. Ngoài ra trung tâm còn tự thực hiện các dự án nghiên cứu của riêng họ với vai trò là cơ quan vũ trụ Đức. Cơ quan này có trách nhiệm lập kế hoạch và thực hiện triển khai các chương trình nghiên cứu vũ trụ của Đức đại diện cho chính phủ liên bang. Với vai trò là cơ quan quản lý, DLR là cơ quan điều phối và hướng dẫn các tổ chức trên các vấn đề kỹ thuật và tài chính từ một số viện nghiên cứu và đại học của Đức.